# Elezioni comunali in Sicilia del 2003
Le elezioni comunali in Sicilia del 2003 si tennero il 25-26 maggio (con ballottaggio l'8-9 giugno).

## Provincia regionale di Palermo

### Capaci
| Candidati                                                | Candidati                 | II turno         | II turno         | I turno | I turno | Liste                       | Voti  | %     | Seggi |
| Candidati                                                | Candidati                 | Voti             | %                | Voti    | %       | Liste                       | Voti  | %     | Seggi |
| -------------------------------------------------------- | ------------------------- | ---------------- | ---------------- | ------- | ------- | --------------------------- | ----- | ----- | ----- |
|                                                          | Vincenzo Longo ✔️ Sindaco | 3 109            | 51,52            | 2 049   | 30,80   | Lista Civica                | 719   | 11,44 | 3     |
| Lista Civica                                             | Vincenzo Longo ✔️ Sindaco | 3 109            | 51,52            | 2 049   | 30,80   | 691                         | 11,00 | 2     |       |
| Orizzonti Nuovi                                          | Vincenzo Longo ✔️ Sindaco | 3 109            | 51,52            | 2 049   | 30,80   | 404                         | 6,43  | 1     |       |
| Lista Civica                                             | Vincenzo Longo ✔️ Sindaco | 3 109            | 51,52            | 2 049   | 30,80   | 183                         | 2,91  | –     |       |
|                                                          | Sebastiano Napoli         | 2 926            | 48,48            | 1 592   | 23,93   | Unione di Centro            | 877   | 13,96 | 3     |
| Capaci di Crescere (Partito Repubblicano Italiano-Altri) | Sebastiano Napoli         | 2 926            | 48,48            | 1 592   | 23,93   | 515                         | 8,20  | 2     |       |
| Socialisti Democratici Italiani                          | Sebastiano Napoli         | 2 926            | 48,48            | 1 592   | 23,93   | 173                         | 2,75  | –     |       |
|                                                          | Giuseppe Tarallo          | Giuseppe Tarallo | Giuseppe Tarallo | 1 525   | 22,93   | Forza Italia (A)            | 1 111 | 17,68 | 4     |
| Uniti per Capaci (A)                                     | Giuseppe Tarallo          | Giuseppe Tarallo | Giuseppe Tarallo | 1 525   | 22,93   | 247                         | 3,93  | 1     |       |
| Alleanza Nazionale (A)                                   | Giuseppe Tarallo          | Giuseppe Tarallo | Giuseppe Tarallo | 1 525   | 22,93   | 247                         | 3,93  | 1     |       |
| Noi di Capaci                                            | Giuseppe Tarallo          | Giuseppe Tarallo | Giuseppe Tarallo | 1 525   | 22,93   | 167                         | 2,66  | –     |       |
|                                                          | Pietro Puccio             | Pietro Puccio    | Pietro Puccio    | 1 486   | 22,34   | Lista Civica per Capaci (B) | 812   | 12,92 | 3     |
| UDEUR (B)                                                | Pietro Puccio             | Pietro Puccio    | Pietro Puccio    | 1 486   | 22,34   | 136                         | 2,16  | –     |       |
| Totale                                                   | Totale                    | 6 035            | 100              | 6 652   | 100     |                             | 6 283 | 100   | 20    |
|                                                          |                           |                  |                  |         |         |                             |       |       |       |
| Fonte: Ministero dell'interno                            |                           |                  |                  |         |         |                             |       |       |       |

## Provincia regionale di Agrigento

### Licata
| Candidati                     | Candidati                 | II turno                  | II turno                  | I turno | I turno | Liste                   | Voti   | %     | Seggi |
| Candidati                     | Candidati                 | Voti                      | %                         | Voti    | %       | Liste                   | Voti   | %     | Seggi |
| ----------------------------- | ------------------------- | ------------------------- | ------------------------- | ------- | ------- | ----------------------- | ------ | ----- | ----- |
|                               | Angelo Biondi ✔️ Sindaco  | 10 806                    | 68,47                     | 5 855   | 27,63   | Alleanza Nazionale      | 2 511  | 12,53 | 12    |
| Progetto Licata               | Angelo Biondi ✔️ Sindaco  | 10 806                    | 68,47                     | 5 855   | 27,63   | 1 189                   | 5,93   | 6     |       |
|                               | Gioacchino Mangiaracina   | 4 977                     | 31,53                     | 4 842   | 22,85   | Unione di Centro        | 4 505  | 22,48 | 5     |
| Forza Italia                  | Gioacchino Mangiaracina   | 4 977                     | 31,53                     | 4 842   | 22,85   | 1 723                   | 8,60   | 1     |       |
| Agricoltura e Sviluppo        | Gioacchino Mangiaracina   | 4 977                     | 31,53                     | 4 842   | 22,85   | 826                     | 4,12   | –     |       |
|                               | Giuseppe Gabriele         | Giuseppe Gabriele         | Giuseppe Gabriele         | 4 757   | 22,45   | Nuovo PSI               | 2 170  | 10,83 | 2     |
| Nuova Sicilia                 | Giuseppe Gabriele         | Giuseppe Gabriele         | Giuseppe Gabriele         | 4 757   | 22,45   | 1 306                   | 6,52   | 1     |       |
| Liberalsocialisti             | Giuseppe Gabriele         | Giuseppe Gabriele         | Giuseppe Gabriele         | 4 757   | 22,45   | 946                     | 4,72   | 1     |       |
| Partito Democratico Cristiano | Giuseppe Gabriele         | Giuseppe Gabriele         | Giuseppe Gabriele         | 4 757   | 22,45   | 689                     | 3,44   | –     |       |
|                               | Gaetano Truisi            | Gaetano Truisi            | Gaetano Truisi            | 4 355   | 20,55   | Democratici di Sinistra | 1 591  | 7,94  | 1     |
| La Margherita                 | Gaetano Truisi            | Gaetano Truisi            | Gaetano Truisi            | 4 355   | 20,55   | 1 048                   | 5,23   | 1     |       |
|                               | Carmelo Pullara           | Carmelo Pullara           | Carmelo Pullara           | 880     | 4,15    | Il Carciofo             | 948    | 4,73  | –     |
|                               | Gaetano Emanuele Cardella | Gaetano Emanuele Cardella | Gaetano Emanuele Cardella | 499     | 2,36    | Patto per la Sicilia    | 588    | 2,93  | –     |
| Totale                        | Totale                    | 15 783                    | 100                       | 21 188  | 100     |                         | 20 040 | 100   | 30    |
|                               |                           |                           |                           |         |         |                         |        |       |       |
| Fonte: Ministero dell'interno |                           |                           |                           |         |         |                         |        |       |       |

### Menfi
|                                 | Antonino Buscemi ✔️ Sindaco | 4 331 | 50,42 | Sinistra     | 1 363 | 16,49 | 5  |  |  |
| La Margherita                   | Antonino Buscemi ✔️ Sindaco | 4 331 | 50,42 | 981          | 11,87 | 3     |    |  |  |
| Socialisti Democratici Italiani | Antonino Buscemi ✔️ Sindaco | 4 331 | 50,42 | 764          | 9,24  | 2     |    |  |  |
| Democratici di Sinistra         | Antonino Buscemi ✔️ Sindaco | 4 331 | 50,42 | 754          | 9,12  | 2     |    |  |  |
|                                 | Nunzio Botta                | 3 573 | 41,60 | Forza Italia | 1 934 | 23,40 | 5  |  |  |
| Unione di Centro                | Nunzio Botta                | 3 573 | 41,60 | 1 324        | 16,02 | 3     |    |  |  |
| Alleanza Nazionale              | Nunzio Botta                | 3 573 | 41,60 | 386          | 4,67  | –     |    |  |  |
| Lista civica di centro-destra   | Nunzio Botta                | 3 573 | 41,60 | 345          | 4,17  | –     |    |  |  |
|                                 | Saverio Interrante          | 685   | 7,98  | UDEUR        | 415   | 5,02  | –  |  |  |
| Totale                          | Totale                      | 8 589 | 100   |              | 8 266 | 100   | 20 |  |  |
|                                 |                             |       |       |              |       |       |    |  |  |
| Fonte: Ministero dell'interno   |                             |       |       |              |       |       |    |  |  |

## Provincia regionale di Caltanissetta

### Riesi
| Candidati                       | Candidati                | II turno                | II turno                | I turno | I turno | Liste                                                    | Voti  | %     | Seggi |
| Candidati                       | Candidati                | Voti                    | %                       | Voti    | %       | Liste                                                    | Voti  | %     | Seggi |
| ------------------------------- | ------------------------ | ----------------------- | ----------------------- | ------- | ------- | -------------------------------------------------------- | ----- | ----- | ----- |
|                                 | Lino Carrubba ✔️ Sindaco | 3 823                   | 56,31                   | 1 886   | 25,10   | Amando Riesi                                             | 1 015 | 14,08 | 4     |
|                                 | Rocco Vitello            | 2 966                   | 43,69                   | 1 805   | 24,03   | La Margherita                                            | 505   | 7,01  | 1     |
| Socialisti Democratici Italiani | Rocco Vitello            | 2 966                   | 43,69                   | 1 805   | 24,03   | 395                                                      | 5,48  | 1     |       |
| Democratici di Sinistra         | Rocco Vitello            | 2 966                   | 43,69                   | 1 805   | 24,03   | 392                                                      | 5,44  | 1     |       |
| UDEUR                           | Rocco Vitello            | 2 966                   | 43,69                   | 1 805   | 24,03   | 380                                                      | 5,27  | 1     |       |
| Comunisti Italiani              | Rocco Vitello            | 2 966                   | 43,69                   | 1 805   | 24,03   | 178                                                      | 2,47  | –     |       |
| Rifondazione Comunista          | Rocco Vitello            | 2 966                   | 43,69                   | 1 805   | 24,03   | 139                                                      | 1,93  | –     |       |
|                                 | Franco La Cagnina        | Franco La Cagnina       | Franco La Cagnina       | 1 729   | 23,01   | Unione di Centro                                         | 868   | 12,04 | 2     |
| Forza Italia                    | Franco La Cagnina        | Franco La Cagnina       | Franco La Cagnina       | 1 729   | 23,01   | 628                                                      | 8,71  | 1     |       |
| Alleanza Nazionale              | Franco La Cagnina        | Franco La Cagnina       | Franco La Cagnina       | 1 729   | 23,01   | 208                                                      | 2,89  | –     |       |
|                                 | Rosario D'Amico          | Rosario D'Amico         | Rosario D'Amico         | 1 206   | 16,05   | Ricostruire Riesi (A)                                    | 1 002 | 13,90 | 4     |
| Nuova Sicilia (A)               | Rosario D'Amico          | Rosario D'Amico         | Rosario D'Amico         | 1 206   | 16,05   | 787                                                      | 10,92 | 3     |       |
|                                 | Benigno Gaetano Montana  | Benigno Gaetano Montana | Benigno Gaetano Montana | 517     | 6,88    | Movimento Spontaneo per lo Sviluppo dell'Agricoltura (B) | 401   | 5,56  | 1     |
|                                 | Elio Angilella           | Elio Angilella          | Elio Angilella          | 370     | 4,92    | Giovani Insieme per Riesi (A)                            | 310   | 4,30  | 1     |
| Totale                          | Totale                   | 6 789                   | 100                     | 7 513   | 100     |                                                          | 7 208 | 100   | 20    |
|                                 |                          |                         |                         |         |         |                                                          |       |       |       |
| Fonte: Ministero dell'interno   |                          |                         |                         |         |         |                                                          |       |       |       |

## Provincia regionale di Catania

### Aci Sant'Antonio
| Candidati                                         | Candidati                                | II turno              | II turno              | I turno | I turno | Liste                                                                         | Voti  | %     | Seggi |
| Candidati                                         | Candidati                                | Voti                  | %                     | Voti    | %       | Liste                                                                         | Voti  | %     | Seggi |
| ------------------------------------------------- | ---------------------------------------- | --------------------- | --------------------- | ------- | ------- | ----------------------------------------------------------------------------- | ----- | ----- | ----- |
|                                                   | Alfio Maria Angelo Pulvirenti ✔️ Sindaco | 4 234                 | 57,94                 | 4 497   | 45,79   | Unione di Centro                                                              | 1 869 | 20,15 | 5     |
| Forza Italia                                      | Alfio Maria Angelo Pulvirenti ✔️ Sindaco | 4 234                 | 57,94                 | 4 497   | 45,79   | 1 445                                                                         | 15,58 | 3     |       |
| Alleanza Nazionale                                | Alfio Maria Angelo Pulvirenti ✔️ Sindaco | 4 234                 | 57,94                 | 4 497   | 45,79   | 874                                                                           | 9,42  | 2     |       |
| Nuovo PSI-Altri                                   | Alfio Maria Angelo Pulvirenti ✔️ Sindaco | 4 234                 | 57,94                 | 4 497   | 45,79   | 445                                                                           | 4,80  | 1     |       |
|                                                   | Giuseppe Di Stefano                      | 3 074                 | 42,06                 | 2 097   | 21,35   | Progredire Insieme                                                            | 1 067 | 11,50 | 2     |
| Il Paese che Vogliamo                             | Giuseppe Di Stefano                      | 3 074                 | 42,06                 | 2 097   | 21,35   | 776                                                                           | 8,37  | 2     |       |
| Patto per la Sicilia                              | Giuseppe Di Stefano                      | 3 074                 | 42,06                 | 2 097   | 21,35   | 126                                                                           | 1,36  | –     |       |
|                                                   | Stefano Finocchiaro                      | Stefano Finocchiaro   | Stefano Finocchiaro   | 1 883   | 19,18   | Prospettiva Santantonese (B)                                                  | 636   | 6,86  | 1     |
| Democrazia Cristiana (B)                          | Stefano Finocchiaro                      | Stefano Finocchiaro   | Stefano Finocchiaro   | 1 883   | 19,18   | 611                                                                           | 6,59  | 1     |       |
| Nuova Sicilia (A)                                 | Stefano Finocchiaro                      | Stefano Finocchiaro   | Stefano Finocchiaro   | 1 883   | 19,18   | 421                                                                           | 4,54  | 1     |       |
|                                                   | Giuseppe Orazio Rocca                    | Giuseppe Orazio Rocca | Giuseppe Orazio Rocca | 1 343   | 13,68   | L'Ulivo (Democratici di Sinistra-Comunisti Italiani-Democratici Santantonesi) | 576   | 6,21  | 1     |
| Progetto Comune (La Margherita-Italia dei Valori) | Giuseppe Orazio Rocca                    | Giuseppe Orazio Rocca | Giuseppe Orazio Rocca | 1 343   | 13,68   | 430                                                                           | 4,64  | 1     |       |
| Totale                                            | Totale                                   | 7 308                 | 100                   | 9 820   | 100     |                                                                               | 9 276 | 100   | 20    |
|                                                   |                                          |                       |                       |         |         |                                                                               |       |       |       |
| Fonte: Ministero dell'interno                     |                                          |                       |                       |         |         |                                                                               |       |       |       |

### Acireale
|                               | Antonino Garozzo ✔️ Sindaco | 17 948 | 55,61 | Unione di Centro     | 8 065  | 25,73 | 8  |  |  |
| Forza Italia                  | Antonino Garozzo ✔️ Sindaco | 17 948 | 55,61 | 6 447                | 20,57  | 7     |    |  |  |
| Alleanza Nazionale            | Antonino Garozzo ✔️ Sindaco | 17 948 | 55,61 | 5 101                | 16,28  | 5     |    |  |  |
| Nuova Sicilia                 | Antonino Garozzo ✔️ Sindaco | 17 948 | 55,61 | 1 304                | 4,16   | 1     |    |  |  |
| Nuovo PSI                     | Antonino Garozzo ✔️ Sindaco | 17 948 | 55,61 | 1 099                | 3,51   | 1     |    |  |  |
|                               | Salvatore La Rosa           | 8 986  | 27,84 | La Margherita        | 2 403  | 7,67  | 3  |  |  |
| Democratici di Sinistra       | Salvatore La Rosa           | 8 986  | 27,84 | 1 914                | 6,11   | 2     |    |  |  |
| Lista Civica                  | Salvatore La Rosa           | 8 986  | 27,84 | 1 007                | 3,21   | 1     |    |  |  |
| Rifondazione Comunista        | Salvatore La Rosa           | 8 986  | 27,84 | 358                  | 1,14   | –     |    |  |  |
| Comunisti Italiani            | Salvatore La Rosa           | 8 986  | 27,84 | 264                  | 0,84   | –     |    |  |  |
| Italia dei Valori             | Salvatore La Rosa           | 8 986  | 27,84 | 101                  | 0,32   | –     |    |  |  |
|                               | Alessandro Patanè           | 3 651  | 11,31 | Patto per la Sicilia | 959    | 3,06  | 1  |  |  |
| UDEUR                         | Alessandro Patanè           | 3 651  | 11,31 | 850                  | 2,71   | 1     |    |  |  |
| Liberalsocialisti             | Alessandro Patanè           | 3 651  | 11,31 | 593                  | 1,89   | –     |    |  |  |
| Partito Democratico Cristiano | Alessandro Patanè           | 3 651  | 11,31 | 208                  | 0,66   | –     |    |  |  |
|                               | Domenico Trimarchi          | 2 187  | 6,78  | Lista Civica         | 667    | 2,13  | –  |  |  |
| Totale                        | Totale                      | 32 272 | 100   |                      | 31 340 | 100   | 30 |  |  |
|                               |                             |        |       |                      |        |       |    |  |  |
| Fonte: Ministero dell'interno |                             |        |       |                      |        |       |    |  |  |

### Biancavilla
| Candidati                            | Candidati                   | II turno                | II turno                | I turno | I turno | Liste                   | Voti   | %     | Seggi |
| Candidati                            | Candidati                   | Voti                    | %                       | Voti    | %       | Liste                   | Voti   | %     | Seggi |
| ------------------------------------ | --------------------------- | ----------------------- | ----------------------- | ------- | ------- | ----------------------- | ------ | ----- | ----- |
|                                      | Mario Cantarella ✔️ Sindaco | 6 797                   | 52,85                   | 6 067   | 42,44   | Unione di Centro        | 2 064  | 14,94 | 4     |
| Forza Italia                         | Mario Cantarella ✔️ Sindaco | 6 797                   | 52,85                   | 6 067   | 42,44   | 1 809                   | 13,09  | 4     |       |
| Alleanza Nazionale                   | Mario Cantarella ✔️ Sindaco | 6 797                   | 52,85                   | 6 067   | 42,44   | 1 309                   | 9,47   | 2     |       |
| Patto per la Sicilia                 | Mario Cantarella ✔️ Sindaco | 6 797                   | 52,85                   | 6 067   | 42,44   | 656                     | 4,75   | 1     |       |
| Rinascita della Democrazia Cristiana | Mario Cantarella ✔️ Sindaco | 6 797                   | 52,85                   | 6 067   | 42,44   | 541                     | 3,91   | 1     |       |
|                                      | Giuseppe Glorioso           | 6 065                   | 47,15                   | 3 878   | 27,13   | Democratici di Sinistra | 2 568  | 18,58 | 4     |
| Rifondazione Comunista               | Giuseppe Glorioso           | 6 065                   | 47,15                   | 3 878   | 27,13   | 524                     | 3,79   | –     |       |
| Liberalsocialisti                    | Giuseppe Glorioso           | 6 065                   | 47,15                   | 3 878   | 27,13   | 270                     | 1,95   | –     |       |
| Lista Civica                         | Giuseppe Glorioso           | 6 065                   | 47,15                   | 3 878   | 27,13   | 206                     | 1,49   | –     |       |
|                                      | Antonio Alfredo Portale     | Antonio Alfredo Portale | Antonio Alfredo Portale | 1 823   | 12,75   | Lista Civica            | 875    | 6,33  | 1     |
| Lista Civica                         | Antonio Alfredo Portale     | Antonio Alfredo Portale | Antonio Alfredo Portale | 1 823   | 12,75   | 516                     | 3,73   | 1     |       |
| Nuova Sicilia                        | Antonio Alfredo Portale     | Antonio Alfredo Portale | Antonio Alfredo Portale | 1 823   | 12,75   | 208                     | 1,51   | –     |       |
| Democrazia Cristiana                 | Antonio Alfredo Portale     | Antonio Alfredo Portale | Antonio Alfredo Portale | 1 823   | 12,75   | 59                      | 0,43   | –     |       |
| Nuovo PSI                            | Antonio Alfredo Portale     | Antonio Alfredo Portale | Antonio Alfredo Portale | 1 823   | 12,75   | 38                      | 0,27   | –     |       |
|                                      | Carmelo Randazzo            | Carmelo Randazzo        | Carmelo Randazzo        | 1 791   | 12,53   | La Margherita           | 934    | 6,76  | 1     |
| Lista Civica                         | Carmelo Randazzo            | Carmelo Randazzo        | Carmelo Randazzo        | 1 791   | 12,53   | 353                     | 2,55   | –     |       |
| Comunisti Italiani                   | Carmelo Randazzo            | Carmelo Randazzo        | Carmelo Randazzo        | 1 791   | 12,53   | 87                      | 0,63   | –     |       |
| UDEUR                                | Carmelo Randazzo            | Carmelo Randazzo        | Carmelo Randazzo        | 1 791   | 12,53   | 73                      | 0,53   | –     |       |
|                                      | Vincenzo Cantarella         | Vincenzo Cantarella     | Vincenzo Cantarella     | 665     | 4,65    | Lista Civica (A)        | 687    | 4,97  | 1     |
|                                      | Carmelina Toscano           | Carmelina Toscano       | Carmelina Toscano       | 72      | 0,50    | Forza Nuova             | 42     | 0,30  | –     |
| Totale                               | Totale                      | 12 862                  | 100                     | 14 296  | 100     |                         | 13 819 | 100   | 20    |
|                                      |                             |                         |                         |         |         |                         |        |       |       |
| Fonte: Ministero dell'interno        |                             |                         |                         |         |         |                         |        |       |       |

### Giarre
|                               | Concetta Sodano ✔️ Sindaca     | 8 511  | 50,28 | Forza Italia            | 4 254  | 26,49 | 6  |  |  |
| Unione di Centro              | Concetta Sodano ✔️ Sindaca     | 8 511  | 50,28 | 2 292                   | 14,27  | 3     |    |  |  |
| Alleanza Nazionale            | Concetta Sodano ✔️ Sindaca     | 8 511  | 50,28 | 1 401                   | 8,72   | 2     |    |  |  |
| Nuovo PSI                     | Concetta Sodano ✔️ Sindaca     | 8 511  | 50,28 | 924                     | 5,75   | 1     |    |  |  |
| Nuova Sicilia                 | Concetta Sodano ✔️ Sindaca     | 8 511  | 50,28 | 808                     | 5,03   | 1     |    |  |  |
| UDEUR                         | Concetta Sodano ✔️ Sindaca     | 8 511  | 50,28 | 718                     | 4,47   | 1     |    |  |  |
|                               | Giuseppe Dimitri Alessio Longo | 4 297  | 25,38 | Lista Civica            | 1 050  | 6,54  | 1  |  |  |
| Lista Civica                  | Giuseppe Dimitri Alessio Longo | 4 297  | 25,38 | 854                     | 5,32   | 1     |    |  |  |
|                               | Luigi Di Pino                  | 2 933  | 17,33 | Democratici di Sinistra | 776    | 4,83  | 1  |  |  |
| La Margherita                 | Luigi Di Pino                  | 2 933  | 17,33 | 669                     | 4,17   | 1     |    |  |  |
| Socialisti Riformisti         | Luigi Di Pino                  | 2 933  | 17,33 | 391                     | 2,43   | 1     |    |  |  |
| Italia dei Valori             | Luigi Di Pino                  | 2 933  | 17,33 | 388                     | 2,42   | –     |    |  |  |
| Rifondazione Comunista        | Luigi Di Pino                  | 2 933  | 17,33 | 358                     | 2,23   | –     |    |  |  |
|                               | Francesco Vasta                | 1 187  | 7,01  | Liberalsocialisti       | 1 177  | 7,33  | 1  |  |  |
| Totale                        | Totale                         | 16 928 | 100   |                         | 16 060 | 100   | 20 |  |  |
|                               |                                |        |       |                         |        |       |    |  |  |
| Fonte: Ministero dell'interno |                                |        |       |                         |        |       |    |  |  |

### Grammichele
|                               | Giuseppe Compagnone ✔️ Sindaco | 5 660 | 61,95 | Unione di Centro        | 2 914 | 32,92 | 8  |  |  |
| Forza Italia                  | Giuseppe Compagnone ✔️ Sindaco | 5 660 | 61,95 | 1 297                   | 14,65 | 3     |    |  |  |
| Lista Civica                  | Giuseppe Compagnone ✔️ Sindaco | 5 660 | 61,95 | 680                     | 7,68  | 1     |    |  |  |
| Alleanza Nazionale            | Giuseppe Compagnone ✔️ Sindaco | 5 660 | 61,95 | 474                     | 5,36  | 1     |    |  |  |
| Lista civica di centro-destra | Giuseppe Compagnone ✔️ Sindaco | 5 660 | 61,95 | 291                     | 3,29  | –     |    |  |  |
|                               | Michele Renato Cappella        | 3 165 | 34,64 | Democratici di Sinistra | 1 335 | 15,08 | 3  |  |  |
| Lista Civica                  | Michele Renato Cappella        | 3 165 | 34,64 | 761                     | 8,60  | 2     |    |  |  |
| Lista Civica                  | Michele Renato Cappella        | 3 165 | 34,64 | 423                     | 4,78  | 1     |    |  |  |
| Rifondazione Comunista        | Michele Renato Cappella        | 3 165 | 34,64 | 369                     | 4,17  | 1     |    |  |  |
|                               | Francesco Emanuele Di Stefano  | 312   | 3,41  | La Margherita           | 307   | 3,47  | –  |  |  |
| Totale                        | Totale                         | 9 137 | 100   |                         | 8 851 | 100   | 20 |  |  |
|                               |                                |       |       |                         |       |       |    |  |  |
| Fonte: Ministero dell'interno |                                |       |       |                         |       |       |    |  |  |

### Gravina di Catania
|                               | Gaetano Bonfiglio ✔️ Sindaco   | 8 541  | 52,48 | Forza Italia                       | 2 662  | 17,68 | 5  |  |  |
| Alleanza Nazionale            | Gaetano Bonfiglio ✔️ Sindaco   | 8 541  | 52,48 | 1 504                              | 9,99   | 2     |    |  |  |
| Nuova Sicilia                 | Gaetano Bonfiglio ✔️ Sindaco   | 8 541  | 52,48 | 753                                | 5,00   | 1     |    |  |  |
| Unione di Centro              | Gaetano Bonfiglio ✔️ Sindaco   | 8 541  | 52,48 | 521                                | 3,46   | –     |    |  |  |
|                               | Carmelo Umberto Contrafatto    | 5 154  | 31,67 | La Margherita                      | 3 573  | 23,73 | 6  |  |  |
| Lista Civica                  | Carmelo Umberto Contrafatto    | 5 154  | 31,67 | 1 374                              | 9,13   | 2     |    |  |  |
| Democratici di Sinistra       | Carmelo Umberto Contrafatto    | 5 154  | 31,67 | 1 054                              | 7,00   | 1     |    |  |  |
| Democrazia Cristiana          | Carmelo Umberto Contrafatto    | 5 154  | 31,67 | 164                                | 1,09   | –     |    |  |  |
|                               | Alfio Nicosia                  | 1 882  | 11,56 | Nuovo PSI                          | 1 522  | 10,11 | 2  |  |  |
| Insieme                       | Alfio Nicosia                  | 1 882  | 11,56 | 107                                | 0,71   | –     |    |  |  |
|                               | Michelangelo Barravecchia      | 549    | 3,37  | Lista civica di centro-sinistra    | 534    | 3,55  | –  |  |  |
|                               | Margherita Giuseppa Cappellani | 150    | 0,92  | Movimento Sociale Fiamma Tricolore | 1 289  | 8,56  | 1  |  |  |
| Totale                        | Totale                         | 16 276 | 100   |                                    | 15 057 | 100   | 20 |  |  |
|                               |                                |        |       |                                    |        |       |    |  |  |
| Fonte: Ministero dell'interno |                                |        |       |                                    |        |       |    |  |  |

### Palagonia
| Candidati                                      | Candidati                      | II turno            | II turno            | I turno | I turno | Liste                    | Voti  | %     | Seggi |
| Candidati                                      | Candidati                      | Voti                | %                   | Voti    | %       | Liste                    | Voti  | %     | Seggi |
| ---------------------------------------------- | ------------------------------ | ------------------- | ------------------- | ------- | ------- | ------------------------ | ----- | ----- | ----- |
|                                                | Fausto Maria Fagone ✔️ Sindaco | 5 058               | 56,40               | 4 875   | 48,84   | Forza Italia             | 2 848 | 29,31 | 7     |
| Forza Palagonia                                | Fausto Maria Fagone ✔️ Sindaco | 5 058               | 56,40               | 4 875   | 48,84   | 1 382                    | 14,22 | 3     |       |
| Alleanza Nazionale                             | Fausto Maria Fagone ✔️ Sindaco | 5 058               | 56,40               | 4 875   | 48,84   | 957                      | 9,85  | 2     |       |
|                                                | Francesco Calanducci           | 3 910               | 43,60               | 2 946   | 29,51   | Palagonia con Calanducci | 940   | 9,67  | 2     |
| La Margherita                                  | Francesco Calanducci           | 3 910               | 43,60               | 2 946   | 29,51   | 888                      | 9,14  | 2     |       |
| Unione di Centro                               | Francesco Calanducci           | 3 910               | 43,60               | 2 946   | 29,51   | 456                      | 4,69  | 1     |       |
| Unione Cristiano Sociale                       | Francesco Calanducci           | 3 910               | 43,60               | 2 946   | 29,51   | 380                      | 3,91  | –     |       |
| Liberalsocialisti                              | Francesco Calanducci           | 3 910               | 43,60               | 2 946   | 29,51   | 214                      | 2,20  | –     |       |
| Nuovo PSI                                      | Francesco Calanducci           | 3 910               | 43,60               | 2 946   | 29,51   | 63                       | 0,65  | –     |       |
|                                                | Salvatrice Leonardo            | Salvatrice Leonardo | Salvatrice Leonardo | 2 161   | 21,65   | Insieme per Crescere     | 840   | 8,65  | 1     |
| Democratici di Sinistra-Rifondazione Comunista | Salvatrice Leonardo            | Salvatrice Leonardo | Salvatrice Leonardo | 2 161   | 21,65   | 748                      | 7,70  | 1     |       |
| Totale                                         | Totale                         | 8 968               | 100                 | 9 982   | 100     |                          | 9 716 | 100   | 20    |
|                                                |                                |                     |                     |         |         |                          |       |       |       |
| Fonte: Ministero dell'interno                  |                                |                     |                     |         |         |                          |       |       |       |

### Ramacca
| Candidati                            | Candidati                | II turno        | II turno        | I turno | I turno | Liste         | Voti  | %     | Seggi |
| Candidati                            | Candidati                | Voti            | %               | Voti    | %       | Liste         | Voti  | %     | Seggi |
| ------------------------------------ | ------------------------ | --------------- | --------------- | ------- | ------- | ------------- | ----- | ----- | ----- |
|                                      | Antonia Russo ✔️ Sindaca | 3 299           | 50,54           | 2 691   | 39,37   | La Margherita | 575   | 8,59  | 2     |
| Democratici di Sinistra              | Antonia Russo ✔️ Sindaca | 3 299           | 50,54           | 2 691   | 39,37   | 484           | 7,23  | 2     |       |
| Insieme per Ramacca                  | Antonia Russo ✔️ Sindaca | 3 299           | 50,54           | 2 691   | 39,37   | 415           | 6,20  | 1     |       |
| Antonella per Ramacca                | Antonia Russo ✔️ Sindaca | 3 299           | 50,54           | 2 691   | 39,37   | 409           | 6,11  | 1     |       |
| UDEUR                                | Antonia Russo ✔️ Sindaca | 3 299           | 50,54           | 2 691   | 39,37   | 248           | 3,71  | 1     |       |
|                                      | Giuseppe Limoli          | 3 228           | 49,46           | 2 939   | 43,00   | Forza Italia  | 1 125 | 16,81 | 3     |
| Unione di Centro                     | Giuseppe Limoli          | 3 228           | 49,46           | 2 939   | 43,00   | 592           | 8,85  | 2     |       |
| Nuova Sicilia                        | Giuseppe Limoli          | 3 228           | 49,46           | 2 939   | 43,00   | 481           | 7,19  | 1     |       |
| Alleanza Nazionale                   | Giuseppe Limoli          | 3 228           | 49,46           | 2 939   | 43,00   | 286           | 4,27  | 1     |       |
|                                      | Salvatore Longo          | Salvatore Longo | Salvatore Longo | 1 205   | 17,63   | Nuovo PSI (A) | 1 154 | 17,25 | 4     |
| Liberalsocialisti (A)                | Salvatore Longo          | Salvatore Longo | Salvatore Longo | 1 205   | 17,63   | 417           | 6,23  | 1     |       |
| Partito Liberale (A)                 | Salvatore Longo          | Salvatore Longo | Salvatore Longo | 1 205   | 17,63   | 317           | 4,74  | 1     |       |
| Movimento Democratico Ramacchese (A) | Salvatore Longo          | Salvatore Longo | Salvatore Longo | 1 205   | 17,63   | 188           | 2,81  | –     |       |
| Totale                               | Totale                   | 6 527           | 100             | 6 835   | 100     |               | 6 691 | 100   | 20    |
|                                      |                          |                 |                 |         |         |               |       |       |       |
| Fonte: Ministero dell'interno        |                          |                 |                 |         |         |               |       |       |       |

### Randazzo
| Candidati                     | Candidati                  | II turno         | II turno         | I turno | I turno | Liste                  | Voti  | %     | Seggi |
| Candidati                     | Candidati                  | Voti             | %                | Voti    | %       | Liste                  | Voti  | %     | Seggi |
| ----------------------------- | -------------------------- | ---------------- | ---------------- | ------- | ------- | ---------------------- | ----- | ----- | ----- |
|                               | Salvatore Agati ✔️ Sindaco | 3 613            | 51,15            | 2 843   | 36,57   | Lista Civica           | 966   | 12,71 | 4     |
| Lista Civica                  | Salvatore Agati ✔️ Sindaco | 3 613            | 51,15            | 2 843   | 36,57   | 880                    | 11,58 | 3     |       |
| Alleanza Nazionale            | Salvatore Agati ✔️ Sindaco | 3 613            | 51,15            | 2 843   | 36,57   | 783                    | 10,31 | 3     |       |
| Lista Civica                  | Salvatore Agati ✔️ Sindaco | 3 613            | 51,15            | 2 843   | 36,57   | 523                    | 6,88  | 2     |       |
|                               | Ernesto Alfonso Del Campo  | 3 450            | 48,85            | 2 097   | 26,97   | Forza Italia           | 1 070 | 14,08 | 3     |
| Insieme per Randazzo          | Ernesto Alfonso Del Campo  | 3 450            | 48,85            | 2 097   | 26,97   | 457                    | 6,01  | 1     |       |
| Nuova Sicilia                 | Ernesto Alfonso Del Campo  | 3 450            | 48,85            | 2 097   | 26,97   | 324                    | 4,26  | –     |       |
|                               | Grazia Emmanuele           | Grazia Emmanuele | Grazia Emmanuele | 1 664   | 21,40   | Unione di Centro (A)   | 992   | 13,06 | 2     |
| Con Graziella per Randazzo    | Grazia Emmanuele           | Grazia Emmanuele | Grazia Emmanuele | 1 664   | 21,40   | 584                    | 7,69  | 2     |       |
| Liberalsocialisti (A)         | Grazia Emmanuele           | Grazia Emmanuele | Grazia Emmanuele | 1 664   | 21,40   | 332                    | 4,37  | –     |       |
|                               | Angela Vecchio             | Angela Vecchio   | Angela Vecchio   | 1 147   | 14,75   | Angela Vecchio Sindaco | 687   | 9,04  | 1     |
| Totale                        | Totale                     | 7 063            | 100              | 7 775   | 100     |                        | 7 598 | 100   | 20    |
|                               |                            |                  |                  |         |         |                        |       |       |       |
| Fonte: Ministero dell'interno |                            |                  |                  |         |         |                        |       |       |       |

### Riposto
|                                 | Carmelo D'Urso ✔️ Sindaco | 5 299 | 56,26 | Lista Civica      | 2 434 | 26,90 | 6  |  |  |
| Lista Civica                    | Carmelo D'Urso ✔️ Sindaco | 5 299 | 56,26 | 853               | 9,43  | 2     |    |  |  |
| La Margherita                   | Carmelo D'Urso ✔️ Sindaco | 5 299 | 56,26 | 534               | 5,90  | 1     |    |  |  |
| Lista Civica                    | Carmelo D'Urso ✔️ Sindaco | 5 299 | 56,26 | 458               | 5,06  | 1     |    |  |  |
| Socialisti Democratici Italiani | Carmelo D'Urso ✔️ Sindaco | 5 299 | 56,26 | 441               | 4,87  | 1     |    |  |  |
| Italia dei Valori               | Carmelo D'Urso ✔️ Sindaco | 5 299 | 56,26 | 360               | 3,98  | 1     |    |  |  |
|                                 | Michele Grasso            | 3 719 | 39,48 | Liberalsocialisti | 1 125 | 12,43 | 3  |  |  |
| Forza Italia                    | Michele Grasso            | 3 719 | 39,48 | 1 013             | 11,19 | 2     |    |  |  |
| Unione di Centro                | Michele Grasso            | 3 719 | 39,48 | 884               | 9,77  | 2     |    |  |  |
| Alleanza Nazionale              | Michele Grasso            | 3 719 | 39,48 | 560               | 6,19  | 1     |    |  |  |
|                                 | Renato Costanzo           | 401   | 4,26  | Nuovo PSI         | 388   | 4,29  | –  |  |  |
| Totale                          | Totale                    | 9 419 | 100   |                   | 9 050 | 100   | 20 |  |  |
|                                 |                           |       |       |                   |       |       |    |  |  |
| Fonte: Ministero dell'interno   |                           |       |       |                   |       |       |    |  |  |

### Tremestieri Etneo
| Candidati                     | Candidati                               | II turno                 | II turno                 | I turno | I turno | Liste                   | Voti   | %     | Seggi |
| Candidati                     | Candidati                               | Voti                     | %                        | Voti    | %       | Liste                   | Voti   | %     | Seggi |
| ----------------------------- | --------------------------------------- | ------------------------ | ------------------------ | ------- | ------- | ----------------------- | ------ | ----- | ----- |
|                               | Salvatore Antonino Giuffrida ✔️ Sindaco | 5 956                    | 62,17                    | 3 877   | 30,47   | Lista Civica            | 1 024  | 9,32  | 2     |
| Lista Civica                  | Salvatore Antonino Giuffrida ✔️ Sindaco | 5 956                    | 62,17                    | 3 877   | 30,47   | 575                     | 5,23   | 1     |       |
| Democrazia Cristiana          | Salvatore Antonino Giuffrida ✔️ Sindaco | 5 956                    | 62,17                    | 3 877   | 30,47   | 574                     | 5,22   | 1     |       |
|                               | Natala Costa                            | 3 624                    | 37,83                    | 5 553   | 43,65   | Forza Italia            | 1 709  | 15,55 | 4     |
| Unione di Centro              | Natala Costa                            | 3 624                    | 37,83                    | 5 553   | 43,65   | 1 589                   | 14,46  | 3     |       |
| Nuova Sicilia                 | Natala Costa                            | 3 624                    | 37,83                    | 5 553   | 43,65   | 1 200                   | 10,92  | 2     |       |
| Alleanza Nazionale            | Natala Costa                            | 3 624                    | 37,83                    | 5 553   | 43,65   | 1 174                   | 10,68  | 2     |       |
| Lista Civica                  | Natala Costa                            | 3 624                    | 37,83                    | 5 553   | 43,65   | 417                     | 3,79   | 1     |       |
| UDEUR                         | Natala Costa                            | 3 624                    | 37,83                    | 5 553   | 43,65   | 249                     | 2,27   | –     |       |
| Nuovo PSI                     | Natala Costa                            | 3 624                    | 37,83                    | 5 553   | 43,65   | 103                     | 0,94   | –     |       |
|                               | Francesco Giuseppe Russo                | Francesco Giuseppe Russo | Francesco Giuseppe Russo | 1 949   | 15,32   | Democratici di Sinistra | 944    | 8,59  | 2     |
| Primavera Siciliana           | Francesco Giuseppe Russo                | Francesco Giuseppe Russo | Francesco Giuseppe Russo | 1 949   | 15,32   | 230                     | 2,09   | –     |       |
| Italia dei Valori             | Francesco Giuseppe Russo                | Francesco Giuseppe Russo | Francesco Giuseppe Russo | 1 949   | 15,32   | 230                     | 2,09   | –     |       |
|                               | Alessandro Rapisarda                    | Alessandro Rapisarda     | Alessandro Rapisarda     | 1 343   | 10,56   | La Margherita (A)       | 974    | 8,86  | 2     |
| Totale                        | Totale                                  | 9 580                    | 100                      | 12 722  | 100     |                         | 10 992 | 100   | 20    |
|                               |                                         |                          |                          |         |         |                         |        |       |       |
| Fonte: Ministero dell'interno |                                         |                          |                          |         |         |                         |        |       |       |

## Provincia regionale di Enna

### Leonforte
|                               | Giovanni D'Anna ✔️ Sindaco | 6 538 | 72,65 | Democratici di Sinistra | 3 216 | 37,00 | 9  |  |  |
| La Margherita                 | Giovanni D'Anna ✔️ Sindaco | 6 538 | 72,65 | 1 858                   | 21,37 | 5     |    |  |  |
| Sinistra Democratica          | Giovanni D'Anna ✔️ Sindaco | 6 538 | 72,65 | 509                     | 5,86  | 1     |    |  |  |
| UDEUR                         | Giovanni D'Anna ✔️ Sindaco | 6 538 | 72,65 | 448                     | 5,15  | 1     |    |  |  |
| Comunisti Italiani            | Giovanni D'Anna ✔️ Sindaco | 6 538 | 72,65 | 239                     | 2,75  | –     |    |  |  |
|                               | Salvatore Consentino       | 1 503 | 16,70 | Unione di Centro        | 895   | 10,30 | 2  |  |  |
| Forza Italia                  | Salvatore Consentino       | 1 503 | 16,70 | 506                     | 5,82  | 1     |    |  |  |
| Alleanza Nazionale            | Salvatore Consentino       | 1 503 | 16,70 | 450                     | 5,18  | 1     |    |  |  |
|                               | Luigi Rubino               | 503   | 5,59  | Rifondazione Comunista  | 248   | 2,85  | –  |  |  |
|                               | Carmelo La Porta           | 455   | 5,06  | Lista Civica            | 324   | 3,73  | –  |  |  |
| Totale                        | Totale                     | 8 999 | 100   |                         | 8 693 | 100   | 20 |  |  |
|                               |                            |       |       |                         |       |       |    |  |  |
| Fonte: Ministero dell'interno |                            |       |       |                         |       |       |    |  |  |

### Troina
|                                 | Angelo Trovato ✔️ Sindaco     | 4 275 | 66,85 | Democratici di Sinistra | 1 399 | 22,66 | 5  |  |  |
| La Margherita                   | Angelo Trovato ✔️ Sindaco     | 4 275 | 66,85 | 1 369                   | 22,18 | 5     |    |  |  |
| Socialisti Democratici Italiani | Angelo Trovato ✔️ Sindaco     | 4 275 | 66,85 | 571                     | 9,25  | 2     |    |  |  |
| Comunisti Italiani              | Angelo Trovato ✔️ Sindaco     | 4 275 | 66,85 | 448                     | 7,26  | 1     |    |  |  |
| Rifondazione Comunista          | Angelo Trovato ✔️ Sindaco     | 4 275 | 66,85 | 272                     | 4,41  | 1     |    |  |  |
| Cristiano Sociali               | Angelo Trovato ✔️ Sindaco     | 4 275 | 66,85 | 195                     | 3,16  | –     |    |  |  |
|                                 | Giuseppe Antonio Artimagnella | 2 120 | 33,15 | Unione di Centro        | 860   | 13,93 | 3  |  |  |
| Forza Italia                    | Giuseppe Antonio Artimagnella | 2 120 | 33,15 | 646                     | 10,46 | 2     |    |  |  |
| Alleanza Nazionale              | Giuseppe Antonio Artimagnella | 2 120 | 33,15 | 413                     | 6,69  | 1     |    |  |  |
| Totale                          | Totale                        | 6 395 | 100   |                         | 6 173 | 100   | 20 |  |  |
|                                 |                               |       |       |                         |       |       |    |  |  |
| Fonte: Ministero dell'interno   |                               |       |       |                         |       |       |    |  |  |

## Provincia regionale di Messina

### Messina
|                                 | Giuseppe Buzzanca ✔️ Sindaco | 77 529  | 53,91 | Forza Italia                       | 27 691  | 20,10 | 9  |  |  |
| Unione di Centro                | Giuseppe Buzzanca ✔️ Sindaco | 77 529  | 53,91 | 23 460                             | 17,02   | 7     |    |  |  |
| Alleanza Nazionale              | Giuseppe Buzzanca ✔️ Sindaco | 77 529  | 53,91 | 20 494                             | 14,87   | 6     |    |  |  |
| Nuova Sicilia                   | Giuseppe Buzzanca ✔️ Sindaco | 77 529  | 53,91 | 6 828                              | 4,96    | 2     |    |  |  |
| Nuovo PSI                       | Giuseppe Buzzanca ✔️ Sindaco | 77 529  | 53,91 | 4 871                              | 3,53    | 1     |    |  |  |
| Partito Repubblicano Italiano   | Giuseppe Buzzanca ✔️ Sindaco | 77 529  | 53,91 | 3 183                              | 2,31    | 1     |    |  |  |
| Patto per la Sicilia            | Giuseppe Buzzanca ✔️ Sindaco | 77 529  | 53,91 | 3 000                              | 2,18    | 1     |    |  |  |
| Partito Democratico Cristiano   | Giuseppe Buzzanca ✔️ Sindaco | 77 529  | 53,91 | 1 607                              | 1,17    | –     |    |  |  |
|                                 | Antonio Saitta               | 63 430  | 44,10 | La Margherita                      | 17 478  | 12,68 | 6  |  |  |
| Democratici di Sinistra         | Antonio Saitta               | 63 430  | 44,10 | 8 785                              | 6,38    | 3     |    |  |  |
| Vince Messina                   | Antonio Saitta               | 63 430  | 44,10 | 8 083                              | 5,87    | 3     |    |  |  |
| UDEUR                           | Antonio Saitta               | 63 430  | 44,10 | 3 310                              | 2,40    | 1     |    |  |  |
| Rifondazione Comunista          | Antonio Saitta               | 63 430  | 44,10 | 2 026                              | 1,47    | –     |    |  |  |
| Primavera Siciliana             | Antonio Saitta               | 63 430  | 44,10 | 2 006                              | 1,46    | –     |    |  |  |
| Federazione dei Verdi           | Antonio Saitta               | 63 430  | 44,10 | 1 599                              | 1,16    | –     |    |  |  |
| Socialisti Democratici Italiani | Antonio Saitta               | 63 430  | 44,10 | 1 245                              | 0,90    | –     |    |  |  |
| Comunisti Italiani              | Antonio Saitta               | 63 430  | 44,10 | 859                                | 0,62    | –     |    |  |  |
|                                 | Antonino Ragusa              | 1 727   | 1,20  | Forza Nuova                        | 675     | 0,49  | –  |  |  |
|                                 | Lorenzo Reitano              | 1 135   | 0,79  | Movimento Sociale Fiamma Tricolore | 598     | 0,43  | –  |  |  |
| Totale                          | Totale                       | 143 821 | 100   |                                    | 137 798 | 100   | 40 |  |  |
|                                 |                              |         |       |                                    |         |       |    |  |  |
| Fonte: Ministero dell'interno   |                              |         |       |                                    |         |       |    |  |  |

### Capo d'Orlando
| Candidati                             | Candidati                   | II turno           | II turno           | I turno | I turno | Liste                              | Voti  | %     | Seggi |
| Candidati                             | Candidati                   | Voti               | %                  | Voti    | %       | Liste                              | Voti  | %     | Seggi |
| ------------------------------------- | --------------------------- | ------------------ | ------------------ | ------- | ------- | ---------------------------------- | ----- | ----- | ----- |
|                                       | Massimo Carrello ✔️ Sindaco | 4 963              | 57,52              | 4 000   | 44,15   | Lista Civica                       | 1 362 | 15,41 | 5     |
| Centro                                | Massimo Carrello ✔️ Sindaco | 4 963              | 57,52              | 4 000   | 44,15   | 733                                | 8,29  | 3     |       |
| Alleanza Nazionale                    | Massimo Carrello ✔️ Sindaco | 4 963              | 57,52              | 4 000   | 44,15   | 647                                | 7,32  | 2     |       |
| Azzurri                               | Massimo Carrello ✔️ Sindaco | 4 963              | 57,52              | 4 000   | 44,15   | 615                                | 6,96  | 2     |       |
|                                       | Laura Trifilò               | 3 666              | 42,48              | 2 842   | 31,37   | Lista Civica                       | 1 278 | 14,46 | 2     |
| Lista Civica                          | Laura Trifilò               | 3 666              | 42,48              | 2 842   | 31,37   | 887                                | 10,03 | 2     |       |
| Lista Civica                          | Laura Trifilò               | 3 666              | 42,48              | 2 842   | 31,37   | 648                                | 7,33  | 1     |       |
| Patto                                 | Laura Trifilò               | 3 666              | 42,48              | 2 842   | 31,37   | 379                                | 4,29  | –     |       |
|                                       | Francesco Ingrillì          | Francesco Ingrillì | Francesco Ingrillì | 1 599   | 17,65   | Lista Civica (A)                   | 1 027 | 11,62 | 2     |
| Lista Civica                          | Francesco Ingrillì          | Francesco Ingrillì | Francesco Ingrillì | 1 599   | 17,65   | 568                                | 6,43  | 1     |       |
| Socialisti Democratici Italiani-Altri | Francesco Ingrillì          | Francesco Ingrillì | Francesco Ingrillì | 1 599   | 17,65   | 135                                | 1,53  | –     |       |
|                                       | Aldo Merlino                | Aldo Merlino       | Aldo Merlino       | 564     | 6,23    | Lista civica di centro-sinistra    | 541   | 6,12  | –     |
|                                       | Gennaro Gargiulo            | Gennaro Gargiulo   | Gennaro Gargiulo   | 55      | 0,61    | Movimento Sociale Fiamma Tricolore | 20    | 0,23  | –     |
| Totale                                | Totale                      | 8 629              | 100                | 9 060   | 100     |                                    | 8 840 | 100   | 20    |
|                                       |                             |                    |                    |         |         |                                    |       |       |       |
| Fonte: Ministero dell'interno         |                             |                    |                    |         |         |                                    |       |       |       |

## Provincia regionale di Ragusa

### Ragusa
| Candidati                       | Candidati                    | II turno          | II turno          | I turno | I turno | Liste                             | Voti   | %     | Seggi |
| Candidati                       | Candidati                    | Voti              | %                 | Voti    | %       | Liste                             | Voti   | %     | Seggi |
| ------------------------------- | ---------------------------- | ----------------- | ----------------- | ------- | ------- | --------------------------------- | ------ | ----- | ----- |
|                                 | Antonino Solarino ✔️ Sindaco | 23 136            | 54,23             | 21 952  | 49,40   | Democratici di Sinistra           | 6 061  | 14,56 | 6     |
| La Margherita                   | Antonino Solarino ✔️ Sindaco | 23 136            | 54,23             | 21 952  | 49,40   | 4 809                             | 11,55  | 4     |       |
| Movimento Democratico           | Antonino Solarino ✔️ Sindaco | 23 136            | 54,23             | 21 952  | 49,40   | 2 297                             | 5,52   | 2     |       |
| Progetto Ragusa                 | Antonino Solarino ✔️ Sindaco | 23 136            | 54,23             | 21 952  | 49,40   | 1 506                             | 3,62   | 1     |       |
| Socialisti Democratici Italiani | Antonino Solarino ✔️ Sindaco | 23 136            | 54,23             | 21 952  | 49,40   | 975                               | 2,34   | 1     |       |
| Rifondazione Comunista          | Antonino Solarino ✔️ Sindaco | 23 136            | 54,23             | 21 952  | 49,40   | 954                               | 2,29   | –     |       |
| Socialisti Iblei                | Antonino Solarino ✔️ Sindaco | 23 136            | 54,23             | 21 952  | 49,40   | 789                               | 1,89   | –     |       |
| Italia dei Valori               | Antonino Solarino ✔️ Sindaco | 23 136            | 54,23             | 21 952  | 49,40   | 432                               | 1,04   | –     |       |
| Federazione dei Verdi           | Antonino Solarino ✔️ Sindaco | 23 136            | 54,23             | 21 952  | 49,40   | 425                               | 1,02   | –     |       |
| Comunisti Italiani              | Antonino Solarino ✔️ Sindaco | 23 136            | 54,23             | 21 952  | 49,40   | 318                               | 0,76   | –     |       |
|                                 | Domenico Arezzo              | 19 525            | 45,77             | 20 277  | 45,63   | Forza Italia                      | 7 293  | 17,51 | 6     |
| Unione di Centro                | Domenico Arezzo              | 19 525            | 45,77             | 20 277  | 45,63   | 6 213                             | 14,92  | 5     |       |
| Alleanza Nazionale              | Domenico Arezzo              | 19 525            | 45,77             | 20 277  | 45,63   | 5 339                             | 12,82  | 4     |       |
| Ragusa Soprattutto              | Domenico Arezzo              | 19 525            | 45,77             | 20 277  | 45,63   | 1 146                             | 2,75   | 1     |       |
| Azzurri                         | Domenico Arezzo              | 19 525            | 45,77             | 20 277  | 45,63   | 525                               | 1,26   | –     |       |
| Nuovo PSI                       | Domenico Arezzo              | 19 525            | 45,77             | 20 277  | 45,63   | 383                               | 0,92   | –     |       |
|                                 | Antonio Di Paola             | Antonio Di Paola  | Antonio Di Paola  | 1 286   | 2,89    | Terra Nostra (A)                  | 758    | 1,82  | –     |
| UDEUR (A)                       | Antonio Di Paola             | Antonio Di Paola  | Antonio Di Paola  | 1 286   | 2,89    | 434                               | 1,04   | –     |       |
|                                 | Giuseppe Angelica            | Giuseppe Angelica | Giuseppe Angelica | 485     | 1,09    | Nuova Sicilia (B)                 | 501    | 1,20  | –     |
|                                 | Biagio Calvo                 | Biagio Calvo      | Biagio Calvo      | 441     | 0,99    | Partito Repubblicano Italiano (B) | 481    | 1,16  | –     |
| Totale                          | Totale                       | 42 661            | 100               | 44 441  | 100     |                                   | 41 639 | 100   | 30    |
|                                 |                              |                   |                   |         |         |                                   |        |       |       |
| Fonte: Ministero dell'interno   |                              |                   |                   |         |         |                                   |        |       |       |

### Comiso
|                                                   | Giuseppe Digiacomo ✔️ Sindaco | 11 216 | 57,99 | Democratici di Sinistra | 4 217  | 22,91 | 6  |  |  |
| Lista Civica                                      | Giuseppe Digiacomo ✔️ Sindaco | 11 216 | 57,99 | 4 036                   | 21,93  | 5     |    |  |  |
| La Margherita                                     | Giuseppe Digiacomo ✔️ Sindaco | 11 216 | 57,99 | 1 342                   | 7,29   | 1     |    |  |  |
| Federazione dei Verdi-Italia dei Valori-Altri     | Giuseppe Digiacomo ✔️ Sindaco | 11 216 | 57,99 | 367                     | 1,99   | –     |    |  |  |
| Comunisti Italiani                                | Giuseppe Digiacomo ✔️ Sindaco | 11 216 | 57,99 | 127                     | 0,69   | –     |    |  |  |
| Socialisti Democratici Italiani-Liberalsocialisti | Giuseppe Digiacomo ✔️ Sindaco | 11 216 | 57,99 | 106                     | 0,58   | –     |    |  |  |
|                                                   | Silvio Meli                   | 7 809  | 40,38 | Forza Italia            | 2 616  | 14,22 | 3  |  |  |
| Alleanza Nazionale                                | Silvio Meli                   | 7 809  | 40,38 | 2 096                   | 11,39  | 2     |    |  |  |
| Lista Civica                                      | Silvio Meli                   | 7 809  | 40,38 | 1 437                   | 7,81   | 2     |    |  |  |
| Unione di Centro                                  | Silvio Meli                   | 7 809  | 40,38 | 1 342                   | 7,29   | 1     |    |  |  |
| Nuovo PSI-Partito Repubblicano Italiano           | Silvio Meli                   | 7 809  | 40,38 | 412                     | 2,24   | –     |    |  |  |
|                                                   | Michele Zisa                  | 315    | 1,63  | Rifondazione Comunista  | 305    | 1,66  | –  |  |  |
| Totale                                            | Totale                        | 19 340 | 100   |                         | 18 403 | 100   | 20 |  |  |
|                                                   |                               |        |       |                         |        |       |    |  |  |
| Fonte: Ministero dell'interno                     |                               |        |       |                         |        |       |    |  |  |

### Ispica
| Candidati                           | Candidati                    | II turno        | II turno        | I turno | I turno | Liste                    | Voti  | %     | Seggi |
| Candidati                           | Candidati                    | Voti            | %               | Voti    | %       | Liste                    | Voti  | %     | Seggi |
| ----------------------------------- | ---------------------------- | --------------- | --------------- | ------- | ------- | ------------------------ | ----- | ----- | ----- |
|                                     | Rosario Gugliotta ✔️ Sindaco | 5 123           | 55,42           | 2 768   | 28,80   | Lista Civica             | 878   | 9,36  | 2     |
| Democratici di Sinistra             | Rosario Gugliotta ✔️ Sindaco | 5 123           | 55,42           | 2 768   | 28,80   | 631                      | 6,73  | 2     |       |
| Socialisti Iblei                    | Rosario Gugliotta ✔️ Sindaco | 5 123           | 55,42           | 2 768   | 28,80   | 591                      | 6,30  | 2     |       |
| La Margherita                       | Rosario Gugliotta ✔️ Sindaco | 5 123           | 55,42           | 2 768   | 28,80   | 406                      | 4,33  | 1     |       |
| Sinistra                            | Rosario Gugliotta ✔️ Sindaco | 5 123           | 55,42           | 2 768   | 28,80   | 151                      | 1,61  | –     |       |
|                                     | Pietro Rustico               | 4 121           | 44,58           | 3 581   | 37,26   | Forza Italia             | 1 553 | 16,55 | 3     |
| Azzurri                             | Pietro Rustico               | 4 121           | 44,58           | 3 581   | 37,26   | 802                      | 8,55  | 2     |       |
| Alleanza Nazionale                  | Pietro Rustico               | 4 121           | 44,58           | 3 581   | 37,26   | 704                      | 7,50  | 1     |       |
| Unione di Centro                    | Pietro Rustico               | 4 121           | 44,58           | 3 581   | 37,26   | 603                      | 6,43  | 1     |       |
| Lista Civica                        | Pietro Rustico               | 4 121           | 44,58           | 3 581   | 37,26   | 449                      | 4,79  | 1     |       |
| Città Nuova                         | Pietro Rustico               | 4 121           | 44,58           | 3 581   | 37,26   | 134                      | 1,43  | –     |       |
| UDEUR                               | Pietro Rustico               | 4 121           | 44,58           | 3 581   | 37,26   | 105                      | 1,12  | –     |       |
|                                     | Gaetano Fidelio              | Gaetano Fidelio | Gaetano Fidelio | 2 538   | 26,41   | Prospettive (A)          | 763   | 8,13  | 2     |
| Lista Civica (A)                    | Gaetano Fidelio              | Gaetano Fidelio | Gaetano Fidelio | 2 538   | 26,41   | 369                      | 3,93  | 1     |       |
| Lista Civica (B)                    | Gaetano Fidelio              | Gaetano Fidelio | Gaetano Fidelio | 2 538   | 26,41   | 245                      | 2,61  | –     |       |
| Terra Nostra (A)                    | Gaetano Fidelio              | Gaetano Fidelio | Gaetano Fidelio | 2 538   | 26,41   | 219                      | 2,33  | –     |       |
| Socialisti Democratici Italiani (A) | Gaetano Fidelio              | Gaetano Fidelio | Gaetano Fidelio | 2 538   | 26,41   | 138                      | 1,47  | –     |       |
|                                     | Tiziana Scuto                | Tiziana Scuto   | Tiziana Scuto   | 723     | 7,52    | Sviluppo Solidarietà (A) | 641   | 6,83  | 2     |
| Totale                              | Totale                       | 9 244           | 100             | 9 610   | 100     |                          | 9 382 | 100   | 20    |
|                                     |                              |                 |                 |         |         |                          |       |       |       |
| Fonte: Ministero dell'interno       |                              |                 |                 |         |         |                          |       |       |       |

### Scicli
|                               | Bartolomeo Falla ✔️ Sindaco | 9 150  | 54,86 | Democratici di Sinistra | 2 420  | 15,28 | 3  |  |  |
| La Margherita                 | Bartolomeo Falla ✔️ Sindaco | 9 150  | 54,86 | 1 415                   | 8,93   | 2     |    |  |  |
| UDEUR-Altri                   | Bartolomeo Falla ✔️ Sindaco | 9 150  | 54,86 | 1 386                   | 8,75   | 2     |    |  |  |
| Rifondazione Comunista        | Bartolomeo Falla ✔️ Sindaco | 9 150  | 54,86 | 711                     | 4,49   | 1     |    |  |  |
| Comunisti Italiani            | Bartolomeo Falla ✔️ Sindaco | 9 150  | 54,86 | 607                     | 3,83   | 1     |    |  |  |
| Lista Civica                  | Bartolomeo Falla ✔️ Sindaco | 9 150  | 54,86 | 435                     | 2,75   | –     |    |  |  |
|                               | Vincenzo Manenti            | 7 529  | 45,14 | Unione di Centro        | 2 582  | 16,30 | 4  |  |  |
| Forza Italia                  | Vincenzo Manenti            | 7 529  | 45,14 | 2 469                   | 15,59  | 3     |    |  |  |
| Alleanza Nazionale            | Vincenzo Manenti            | 7 529  | 45,14 | 1 718                   | 10,85  | 2     |    |  |  |
| Lista Civica                  | Vincenzo Manenti            | 7 529  | 45,14 | 1 222                   | 7,72   | 1     |    |  |  |
| Lista Civica                  | Vincenzo Manenti            | 7 529  | 45,14 | 770                     | 4,86   | 1     |    |  |  |
| Partito Repubblicano Italiano | Vincenzo Manenti            | 7 529  | 45,14 | 103                     | 0,65   | –     |    |  |  |
| Totale                        | Totale                      | 16 679 | 100   |                         | 15 838 | 100   | 20 |  |  |
|                               |                             |        |       |                         |        |       |    |  |  |
| Fonte: Ministero dell'interno |                             |        |       |                         |        |       |    |  |  |

## Provincia regionale di Siracusa

### Augusta
|                                                   | Massimo Sebastiano Carrubba ✔️ Sindaco | 12 738 | 56,37 | Lista Civica     | 4 271  | 19,92 | 8  |  |  |
| Democratici di Sinistra                           | Massimo Sebastiano Carrubba ✔️ Sindaco | 12 738 | 56,37 | 2 058            | 9,60   | 4     |    |  |  |
| La Margherita                                     | Massimo Sebastiano Carrubba ✔️ Sindaco | 12 738 | 56,37 | 1 407            | 6,56   | 2     |    |  |  |
| Socialisti Democratici Italiani-Liberalsocialisti | Massimo Sebastiano Carrubba ✔️ Sindaco | 12 738 | 56,37 | 673              | 3,14   | 1     |    |  |  |
| Lista Civica                                      | Massimo Sebastiano Carrubba ✔️ Sindaco | 12 738 | 56,37 | 587              | 2,74   | 1     |    |  |  |
| Rifondazione Comunista                            | Massimo Sebastiano Carrubba ✔️ Sindaco | 12 738 | 56,37 | 546              | 2,55   | 1     |    |  |  |
| Comunisti Italiani                                | Massimo Sebastiano Carrubba ✔️ Sindaco | 12 738 | 56,37 | 273              | 1,27   | –     |    |  |  |
| Italia dei Valori                                 | Massimo Sebastiano Carrubba ✔️ Sindaco | 12 738 | 56,37 | 230              | 1,07   | 1     |    |  |  |
|                                                   | Giuseppe Spanò                         | 9 860  | 43,63 | Unione di Centro | 2 821  | 13,16 | 3  |  |  |
| Forza Italia                                      | Giuseppe Spanò                         | 9 860  | 43,63 | 2 539            | 11,84  | 3     |    |  |  |
| Alleanza Nazionale                                | Giuseppe Spanò                         | 9 860  | 43,63 | 2 393            | 11,16  | 3     |    |  |  |
| Nuovo PSI                                         | Giuseppe Spanò                         | 9 860  | 43,63 | 2 051            | 9,57   | 2     |    |  |  |
| Nuova Sicilia                                     | Giuseppe Spanò                         | 9 860  | 43,63 | 1 133            | 5,28   | 1     |    |  |  |
| UDEUR                                             | Giuseppe Spanò                         | 9 860  | 43,63 | 459              | 2,14   | –     |    |  |  |
| Totale                                            | Totale                                 | 22 598 | 100   |                  | 21 441 | 100   | 30 |  |  |
|                                                   |                                        |        |       |                  |        |       |    |  |  |
| Fonte: Ministero dell'interno                     |                                        |        |       |                  |        |       |    |  |  |

### Francofonte
| Candidati                       | Candidati                    | II turno                  | II turno                  | I turno | I turno | Liste            | Voti  | %     | Seggi |
| Candidati                       | Candidati                    | Voti                      | %                         | Voti    | %       | Liste            | Voti  | %     | Seggi |
| ------------------------------- | ---------------------------- | ------------------------- | ------------------------- | ------- | ------- | ---------------- | ----- | ----- | ----- |
|                                 | Giuseppe Castania ✔️ Sindaco | 4 366                     | 55,47                     | 3 945   | 47,57   | Unione di Centro | 1 778 | 21,60 | 6     |
| Forza Italia                    | Giuseppe Castania ✔️ Sindaco | 4 366                     | 55,47                     | 3 945   | 47,57   | 780              | 9,48  | 2     |       |
| Lista civica di centro-destra   | Giuseppe Castania ✔️ Sindaco | 4 366                     | 55,47                     | 3 945   | 47,57   | 728              | 8,84  | 2     |       |
| Alleanza Nazionale              | Giuseppe Castania ✔️ Sindaco | 4 366                     | 55,47                     | 3 945   | 47,57   | 550              | 6,68  | 1     |       |
|                                 | Vito Guido Giuffrida         | 3 505                     | 44,53                     | 2 149   | 25,91   | La Margherita    | 930   | 11,30 | 2     |
| Democratici di Sinistra         | Vito Guido Giuffrida         | 3 505                     | 44,53                     | 2 149   | 25,91   | 724              | 8,80  | 2     |       |
| Lista civica di centro-sinistra | Vito Guido Giuffrida         | 3 505                     | 44,53                     | 2 149   | 25,91   | 317              | 3,85  | –     |       |
|                                 | Antonio Salvatore Inserra    | Antonio Salvatore Inserra | Antonio Salvatore Inserra | 1 522   | 18,35   | UDEUR (B)        | 1 271 | 15,44 | 4     |
| Centro (A)                      | Antonio Salvatore Inserra    | Antonio Salvatore Inserra | Antonio Salvatore Inserra | 1 522   | 18,35   | 287              | 3,49  | 1     |       |
| Italia dei Valori (B)           | Antonio Salvatore Inserra    | Antonio Salvatore Inserra | Antonio Salvatore Inserra | 1 522   | 18,35   | 209              | 2,54  | –     |       |
|                                 | Sebastiano Lisi              | Sebastiano Lisi           | Sebastiano Lisi           | 377     | 4,55    | Lista civica     | 366   | 4,45  | –     |
|                                 | Giovanni Busso               | Giovanni Busso            | Giovanni Busso            | 300     | 3,62    | Lista Civica (B) | 291   | 3,54  | –     |
| Totale                          | Totale                       | 7 871                     | 100                       | 8 293   | 100     |                  | 8 231 | 100   | 20    |
|                                 |                              |                           |                           |         |         |                  |       |       |       |
| Fonte: Ministero dell'interno   |                              |                           |                           |         |         |                  |       |       |       |

### Priolo Gargallo
|                                 | Massimo Toppi ✔️ Sindaco | 5 551 | 70,87 | Lista Civica           | 1 863 | 24,55 | 6  |  |  |
| Lista Civica                    | Massimo Toppi ✔️ Sindaco | 5 551 | 70,87 | 816                    | 10,75 | 2     |    |  |  |
| Lista Civica                    | Massimo Toppi ✔️ Sindaco | 5 551 | 70,87 | 673                    | 8,87  | 2     |    |  |  |
| Lista Civica                    | Massimo Toppi ✔️ Sindaco | 5 551 | 70,87 | 657                    | 8,66  | 2     |    |  |  |
| Alleanza                        | Massimo Toppi ✔️ Sindaco | 5 551 | 70,87 | 479                    | 6,31  | 1     |    |  |  |
| Democratici di Sinistra         | Massimo Toppi ✔️ Sindaco | 5 551 | 70,87 | 462                    | 6,09  | 1     |    |  |  |
| UDEUR                           | Massimo Toppi ✔️ Sindaco | 5 551 | 70,87 | 370                    | 4,88  | 1     |    |  |  |
|                                 | Antonino Maltese         | 1 242 | 15,86 | Unione di Centro       | 525   | 6,92  | 1  |  |  |
| Lista Civica                    | Antonino Maltese         | 1 242 | 15,86 | 315                    | 4,15  | 1     |    |  |  |
| Lista Civica                    | Antonino Maltese         | 1 242 | 15,86 | 309                    | 4,07  | 1     |    |  |  |
| Nuovo PSI                       | Antonino Maltese         | 1 242 | 15,86 | 139                    | 1,83  | –     |    |  |  |
|                                 | Alfio Guzzardi           | 505   | 6,45  | Lista Civica           | 328   | 4,32  | 1  |  |  |
| Forza Italia-Alleanza Nazionale | Alfio Guzzardi           | 505   | 6,45  | 193                    | 2,54  | –     |    |  |  |
|                                 | Antonino Cavarra         | 445   | 5,68  | La Margherita          | 399   | 5,26  | 1  |  |  |
|                                 | Giovanni Leone           | 90    | 1,15  | Rifondazione Comunista | 61    | 0,80  | –  |  |  |
| Totale                          | Totale                   | 7 833 | 100   |                        | 7 589 | 100   | 20 |  |  |
|                                 |                          |       |       |                        |       |       |    |  |  |
| Fonte: Ministero dell'interno   |                          |       |       |                        |       |       |    |  |  |

### Rosolini
|                                 | Giovanni Giuca ✔️ Sindaco | 7 113  | 52,71 | Alleanza Democratica | 1 738  | 13,36 | 4  |  |  |
| Socialisti Democratici Italiani | Giovanni Giuca ✔️ Sindaco | 7 113  | 52,71 | 847                  | 6,51   | 1     |    |  |  |
| La Margherita                   | Giovanni Giuca ✔️ Sindaco | 7 113  | 52,71 | 841                  | 6,47   | 1     |    |  |  |
| Democratici di Sinistra         | Giovanni Giuca ✔️ Sindaco | 7 113  | 52,71 | 739                  | 5,68   | 1     |    |  |  |
| Italia dei Valori               | Giovanni Giuca ✔️ Sindaco | 7 113  | 52,71 | 702                  | 5,40   | 1     |    |  |  |
| Lista Civica                    | Giovanni Giuca ✔️ Sindaco | 7 113  | 52,71 | 569                  | 4,38   | 1     |    |  |  |
| Comunisti Italiani              | Giovanni Giuca ✔️ Sindaco | 7 113  | 52,71 | 361                  | 2,78   | –     |    |  |  |
| Rifondazione Comunista          | Giovanni Giuca ✔️ Sindaco | 7 113  | 52,71 | 244                  | 1,88   | –     |    |  |  |
|                                 | Antonino Savarino         | 6 381  | 47,29 | Unione di Centro     | 1 591  | 12,23 | 3  |  |  |
| Forza Italia                    | Antonino Savarino         | 6 381  | 47,29 | 1 148                | 8,83   | 2     |    |  |  |
| Lista Civica                    | Antonino Savarino         | 6 381  | 47,29 | 884                  | 6,80   | 2     |    |  |  |
| UDEUR                           | Antonino Savarino         | 6 381  | 47,29 | 841                  | 6,47   | 1     |    |  |  |
| Lista Civica                    | Antonino Savarino         | 6 381  | 47,29 | 724                  | 5,57   | 1     |    |  |  |
| Democrazia Cristiana            | Antonino Savarino         | 6 381  | 47,29 | 575                  | 4,42   | 1     |    |  |  |
| Alleanza Nazionale              | Antonino Savarino         | 6 381  | 47,29 | 551                  | 4,24   | 1     |    |  |  |
| Lista Civica                    | Antonino Savarino         | 6 381  | 47,29 | 437                  | 3,36   | –     |    |  |  |
| Liberalsocialisti               | Antonino Savarino         | 6 381  | 47,29 | 213                  | 1,64   | –     |    |  |  |
| Totale                          | Totale                    | 13 494 | 100   |                      | 13 005 | 100   | 20 |  |  |
|                                 |                           |        |       |                      |        |       |    |  |  |
| Fonte: Ministero dell'interno   |                           |        |       |                      |        |       |    |  |  |

## Provincia Regionale di Trapani

### Paceco
| Candidati                       | Candidati                          | II turno          | II turno          | I turno | I turno | Liste                   | Voti  | %     | Seggi |
| Candidati                       | Candidati                          | Voti              | %                 | Voti    | %       | Liste                   | Voti  | %     | Seggi |
| ------------------------------- | ---------------------------------- | ----------------- | ----------------- | ------- | ------- | ----------------------- | ----- | ----- | ----- |
|                                 | Antonino Giuseppe Plaja ✔️ Sindaco | 3 745             | 56,02             | 2 330   | 32,03   | Democratici di Sinistra | 769   | 11,01 | 5     |
| La Margherita                   | Antonino Giuseppe Plaja ✔️ Sindaco | 3 745             | 56,02             | 2 330   | 32,03   | 672                     | 9,62  | 4     |       |
| Socialisti Democratici Italiani | Antonino Giuseppe Plaja ✔️ Sindaco | 3 745             | 56,02             | 2 330   | 32,03   | 340                     | 4,87  | 2     |       |
| Città Futura                    | Antonino Giuseppe Plaja ✔️ Sindaco | 3 745             | 56,02             | 2 330   | 32,03   | 195                     | 2,79  | 1     |       |
|                                 | Salvatore Bongiorno                | 2 940             | 43,98             | 2 243   | 30,84   | Nuova Sicilia           | 962   | 13,78 | 2     |
| Lista Civica                    | Salvatore Bongiorno                | 2 940             | 43,98             | 2 243   | 30,84   | 543                     | 7,78  | 1     |       |
| Lista Civica                    | Salvatore Bongiorno                | 2 940             | 43,98             | 2 243   | 30,84   | 507                     | 7,26  | 1     |       |
| Forza Italia                    | Salvatore Bongiorno                | 2 940             | 43,98             | 2 243   | 30,84   | 455                     | 6,52  | 1     |       |
| Partito Repubblicano Italiano   | Salvatore Bongiorno                | 2 940             | 43,98             | 2 243   | 30,84   | 147                     | 2,11  | –     |       |
|                                 | Francesco D'Agate                  | Francesco D'Agate | Francesco D'Agate | 2 216   | 30,46   | Lista civica            | 1 213 | 17,37 | 2     |
| Unione di Centro                | Francesco D'Agate                  | Francesco D'Agate | Francesco D'Agate | 2 216   | 30,46   | 674                     | 9,65  | 1     |       |
| Alleanza Nazionale              | Francesco D'Agate                  | Francesco D'Agate | Francesco D'Agate | 2 216   | 30,46   | 194                     | 2,78  | –     |       |
|                                 | Carlo Scaduto                      | Carlo Scaduto     | Carlo Scaduto     | 485     | 6,67    | Lista civica            | 312   | 4,47  | –     |
| Totale                          | Totale                             | 6 685             | 100               | 7 274   | 100     |                         | 6 983 | 100   | 20    |
|                                 |                                    |                   |                   |         |         |                         |       |       |       |
| Fonte: Ministero dell'interno   |                                    |                   |                   |         |         |                         |       |       |       |

### Partanna
| Candidati                       | Candidati                       | II turno              | II turno              | I turno | I turno | Liste                           | Voti  | %     | Seggi |
| Candidati                       | Candidati                       | Voti                  | %                     | Voti    | %       | Liste                           | Voti  | %     | Seggi |
| ------------------------------- | ------------------------------- | --------------------- | --------------------- | ------- | ------- | ------------------------------- | ----- | ----- | ----- |
|                                 | Vincenzino Culicchia ✔️ Sindaco | 3 943                 | 56,32                 | 3 831   | 48,98   | Lista Civica                    | 1 373 | 18,18 | 4     |
| Lista Civica                    | Vincenzino Culicchia ✔️ Sindaco | 3 943                 | 56,32                 | 3 831   | 48,98   | 1 087                           | 14,39 | 3     |       |
| Democratici di Sinistra         | Vincenzino Culicchia ✔️ Sindaco | 3 943                 | 56,32                 | 3 831   | 48,98   | 902                             | 11,94 | 3     |       |
| Lista Civica                    | Vincenzino Culicchia ✔️ Sindaco | 3 943                 | 56,32                 | 3 831   | 48,98   | 559                             | 7,40  | 1     |       |
| Socialisti Democratici Italiani | Vincenzino Culicchia ✔️ Sindaco | 3 943                 | 56,32                 | 3 831   | 48,98   | 346                             | 4,58  | 1     |       |
|                                 | Vincenzo Nastasi                | 3 058                 | 43,68                 | 2 151   | 27,50   | Lista civica di centro-sinistra | 813   | 10,76 | 2     |
| Primavera Siciliana             | Vincenzo Nastasi                | 3 058                 | 43,68                 | 2 151   | 27,50   | 438                             | 5,80  | 1     |       |
| Federazione dei Verdi           | Vincenzo Nastasi                | 3 058                 | 43,68                 | 2 151   | 27,50   | 317                             | 4,20  | 1     |       |
| Rifondazione Comunista          | Vincenzo Nastasi                | 3 058                 | 43,68                 | 2 151   | 27,50   | 180                             | 2,38  | –     |       |
|                                 | Leonardo Mangiaracina           | Leonardo Mangiaracina | Leonardo Mangiaracina | 1 839   | 23,51   | Nuova Sicilia                   | 758   | 10,04 | 2     |
| Nuovo PSI                       | Leonardo Mangiaracina           | Leonardo Mangiaracina | Leonardo Mangiaracina | 1 839   | 23,51   | 339                             | 4,49  | 1     |       |
| Alleanza Nazionale              | Leonardo Mangiaracina           | Leonardo Mangiaracina | Leonardo Mangiaracina | 1 839   | 23,51   | 285                             | 3,77  | 1     |       |
| Forza Italia                    | Leonardo Mangiaracina           | Leonardo Mangiaracina | Leonardo Mangiaracina | 1 839   | 23,51   | 176                             | 2,33  | –     |       |
| Totale                          | Totale                          | 7 001                 | 100                   | 7 821   | 100     |                                 | 7 553 | 100   | 20    |
|                                 |                                 |                       |                       |         |         |                                 |       |       |       |
| Fonte: Ministero dell'interno   |                                 |                       |                       |         |         |                                 |       |       |       |

### Salemi
| Candidati                     | Candidati                     | II turno         | II turno         | I turno | I turno | Liste                  | Voti  | %     | Seggi |
| Candidati                     | Candidati                     | Voti             | %                | Voti    | %       | Liste                  | Voti  | %     | Seggi |
| ----------------------------- | ----------------------------- | ---------------- | ---------------- | ------- | ------- | ---------------------- | ----- | ----- | ----- |
|                               | Biagio Mastrantoni ✔️ Sindaco | 4 165            | 58,60            | 1 878   | 24,78   | Lista civica           | 1 324 | 18,09 | 4     |
|                               | Salvatore Angelo              | 2 943            | 41,40            | 1 998   | 26,37   | Unione di Centro       | 1 118 | 15,28 | 3     |
| Partito Democratico Cristiano | Salvatore Angelo              | 2 943            | 41,40            | 1 998   | 26,37   | 947                    | 12,94 | 3     |       |
| Forza Italia                  | Salvatore Angelo              | 2 943            | 41,40            | 1 998   | 26,37   | 486                    | 6,64  | 1     |       |
|                               | Antonino Maniaci              | Antonino Maniaci | Antonino Maniaci | 1 822   | 24,04   | La Margherita (A)      | 775   | 10,59 | 2     |
| UDEUR-Altri (B)               | Antonino Maniaci              | Antonino Maniaci | Antonino Maniaci | 1 822   | 24,04   | 436                    | 5,96  | 1     |       |
| Lista Civica (B)              | Antonino Maniaci              | Antonino Maniaci | Antonino Maniaci | 1 822   | 24,04   | 370                    | 5,06  | 1     |       |
| Democratici di Sinistra (A)   | Antonino Maniaci              | Antonino Maniaci | Antonino Maniaci | 1 822   | 24,04   | 321                    | 4,39  | 1     |       |
|                               | Giuseppe Cascio               | Giuseppe Cascio  | Giuseppe Cascio  | 715     | 9,44    | Patto (B)              | 641   | 8,76  | 2     |
|                               | Luigi Crimi                   | Luigi Crimi      | Luigi Crimi      | 646     | 8,52    | Alleanza Nazionale     | 428   | 5,85  | 1     |
|                               | Francesco Giglio              | Francesco Giglio | Francesco Giglio | 420     | 5,54    | Primavera Siciliana    | 391   | 5,34  | 1     |
|                               | Giuseppe Amante               | Giuseppe Amante  | Giuseppe Amante  | 99      | 1,31    | Rifondazione Comunista | 82    | 1,12  | –     |
| Totale                        | Totale                        | 7 108            | 100              | 7 578   | 100     |                        | 7 319 | 100   | 20    |
|                               |                               |                  |                  |         |         |                        |       |       |       |
| Fonte: Ministero dell'interno |                               |                  |                  |         |         |                        |       |       |       |

### Valderice
|                                       | Lucia Blunda ✔️ Sindaca | 4 032 | 53,97 | Democratici di Sinistra | 2 294 | 31,93 | 9  |  |  |
| La Margherita                         | Lucia Blunda ✔️ Sindaca | 4 032 | 53,97 | 700                     | 9,74  | 2     |    |  |  |
| Lista Civica                          | Lucia Blunda ✔️ Sindaca | 4 032 | 53,97 | 470                     | 6,54  | 1     |    |  |  |
| Lista Civica                          | Lucia Blunda ✔️ Sindaca | 4 032 | 53,97 | 191                     | 2,66  | –     |    |  |  |
| Lista Civica                          | Lucia Blunda ✔️ Sindaca | 4 032 | 53,97 | 176                     | 2,45  | –     |    |  |  |
|                                       | Mario Sugameli          | 3 439 | 46,03 | Forza Italia            | 956   | 13,31 | 3  |  |  |
| Socialisti Democratici Italiani-Altri | Mario Sugameli          | 3 439 | 46,03 | 619                     | 8,62  | 2     |    |  |  |
| Unione di Centro                      | Mario Sugameli          | 3 439 | 46,03 | 579                     | 8,06  | 1     |    |  |  |
| Risveglio                             | Mario Sugameli          | 3 439 | 46,03 | 579                     | 8,06  | 1     |    |  |  |
| Nuova Sicilia                         | Mario Sugameli          | 3 439 | 46,03 | 295                     | 4,11  | 1     |    |  |  |
| Alleanza Nazionale                    | Mario Sugameli          | 3 439 | 46,03 | 164                     | 2,28  | –     |    |  |  |
| Federalisti Siciliani                 | Mario Sugameli          | 3 439 | 46,03 | 87                      | 1,21  | –     |    |  |  |
| Lista Civica                          | Mario Sugameli          | 3 439 | 46,03 | 74                      | 1,03  | –     |    |  |  |
| Totale                                | Totale                  | 7 471 | 100   |                         | 7 184 | 100   | 20 |  |  |
|                                       |                         |       |       |                         |       |       |    |  |  |
| Fonte: Ministero dell'interno         |                         |       |       |                         |       |       |    |  |  |